# Tony Hawk's Pro Skater 2
Tony Hawk's Pro Skater 2 (comúnmente abreviado como THPS2) es el segundo videojuego de la saga Tony Hawk's y fue desarrollado por Neversoft y distribuido por Activision  para PlayStation, Nintendo 64, Windows, Windows Mobile, Mac OS, iOS (iPhone, iPod Touch e iPad), Dreamcast, Game Boy Color, Game Boy Advance (lanzado en Japón como SK8: Tony Hawk no Pro Skater 2) y Xbox (lanzado como  Tony Hawk's Pro Skater 2X).
La novedad en esta versión, fue sin duda la inclusión de todos los niveles de la primera y segunda entrega (THPS y THPS2) con sus respectivos modos de juego, objetivos y música. Más la digitalización de los personajes, ya que se suavizaron los polígonos y ello mejoraba la apariencia física de los skaters, aproximándola aún más a su parecido real.
Con respecto a su predecesor, Tony Hawk's Pro Skater, en THPS2 podemos crear skaters nuevos y aumentar sus habilidades, así como comprar accesorios fundamentales para la mejora del skate del personaje como las tablas y ejes. El editor de skateparks mejora notablemente respecto a la versión anterior, permitiendo mayor extensión en los mismos, además de incluir mayor número de accesorios para configurar la zona de skate.

## Niveles
El videojuego incluye los siguientes niveles:
- Hangar
- Aeropuerto
- School II
- Marsella (nivel de competición)
- Nueva York
- Venice Beach este nivel no está en la versión de game boy advance.
- Skatestreet, Ventura, California (nivel de competición).
- Filadelfia este nivel no está en la versión de game boy advance.
- Plaza de toros (nivel de competición) este nivel no está en la versión de game boy advance.

### Niveles extra
En THPS2 pueden desbloquearse los siguientes niveles extra:
- Skate Heaven
- Matt Hoffman Bike Headquarters (no disponible en todas las versiones).
- Hawaii Chopper Drop (no disponible en todas las versiones).
- Tampa Skatepark (sólo en THPS2x)
- Sky Lines (sólo en THPS2x)
- Downhill Jam (de Tony Hawk's Pro Skater)
- Skate Park (de Tony Hawk's Pro Skater)
- Warehouse (de Tony Hawk's Pro Skater)
- Warehouse troy ny (sólo en versión Gameboy Advance)
- Rooftops (sólo en versión Gameboy Advance)

## Patinadores
El videojuego incluye los siguientes skaters:

### Patinadores profesionales
| - Tony Hawk - Bob Burnquist - Steve Caballero - Kareem Campbell - Rune Glifberg - Eric Koston - Bucky Lasek | - Rodney Mullen - Chad Muska - Andrew Reynolds - Geoff Rowley - Elissa Steamer - Jamie Thomas |

### Patinadores extra
Además, pueden desbloquearse los siguientes:
- Officer Dick
- Private Carrera
- Trixie (no disponible en todas las versiones)
- Spider-Man (voz de Rino Romano)
- McSqueeb (80's Tony Hawk)
- Mindy (no disponible en todas las versiones)

## Banda sonora
- Papa Roach - "Blood Brothers"
- Anthrax/Public Enemy - "Bring the Noise"
- Rage Against the Machine - "Guerrilla Radio"
- Naughty by Nature - "Pin the Tail on the Donkey"
- Bad Religion - "You"
- Powerman 5000 - "When Worlds Collide"
- Millencolin - "No Cigar"
- The High and Mighty - "B-Boy Document '99"
- Dub Pistols - "Cyclone"
- Lagwagon - "May 16th"
- Styles of Beyond - "Subculture"
- Consumed- "Heavy Metal Winner"
- Fu Manchu - "Evil Eye"
- Alley Life - "Out with the Old"
- Swingin' Utters - "Five Lessons Learned"

## Recepción
Tony Hawk's Pro Skater 2 recibió críticas muy positivas, destacando especialmente la versión de PlayStation 1

## Extras
La versión de PlayStation incluía la demo de Mat Hoffman's Pro BMX en una opción del menú.